# Chymomyza subobscura
Chymomyza subobscura är en tvåvingeart som beskrevs av Toyohi Okada 1981. Chymomyza subobscura ingår i släktet Chymomyza och familjen daggflugor.
Artens utbredningsområde är Filippinerna. Inga underarter finns listade i Catalogue of Life.